# Franz Xaver Gebel
Pour les articles homonymes, voir Gebel.
Franz Xaver Gebel (Fürstenau, 1787 – Moscou, 3 mai 1843) est un compositeur, professeur de musique et chef d'orchestre prussien.

## Biographie
Gebel naît à Fürstenau, près de Breslau, en Silésie. Il étudie avec Johann Georg Albrechtsberger et l'Abbé Vogler, puis devient maître de chapelle à Leopoldstadt à Vienne en 1810, puis travaille dans une série d'opéras, à Pest et Lemberg.
Il s'installe à Moscou en 1817, où il reste jusqu'à sa mort, en 1843. Il a enseigné le piano devenant une figure significative de la vie musicale moscovite. Il a enseigné des personnages importants tels que Nikolaï Rubinstein et Alexander Villoing. Entre 1829 et 1835, il participe à l'organisation de concerts de quatuor à cordes.
En tant que compositeur, il laisse des opéras, une messe, quatre symphonies, des ouvertures, des quintettes à cordes et des quatuors à cordes, ainsi que de nombreuses pièces pour piano.